# Eichen-Buntkäfer
Der Eichen-Buntkäfer (Clerus mutillarius) ist ein Käfer aus der Familie der Buntkäfer und der Unterfamilie Clerinae. Der früher auch in Mitteleuropa häufigere Käfer ist heute hier selten bis sehr selten. In der Roten Liste von Deutschland wird er als „vom Aussterben bedroht“ eingestuft, in einigen Länderlisten als ausgestorben. In der Anlage 1 zur Bundesartenschutzverordnung wird er als „streng geschützter“ und als „besonders geschützter“ Käfer geführt.

## Bemerkungen zum Namen und Systematik
Der Artname mutillarius weist auf die Ähnlichkeit zu einer Ameisenwespe (Mutilla) hin. Der Gattungsname Clerus (von altgr. κλήρος klēros) wurde von Geoffroy nach einem Insekt gewählt, das nach Aristoteles in Bienenstöcken schädlich wird. Bei Fabricius enthält die Gattung 1775 vier Arten, von denen drei später in andere Gattungen gestellt wurden. Heute wird die Gattung nur durch Art Clerus mutillarius vertreten. Der Name Eichen-Buntkäfer ist dadurch zu erklären, dass die zur Familie der Buntkäfer gehörige Art häufig an geschlagenen Eichen gefunden wird.

## Merkmale des Käfers
Der Körper ist etwa dreimal so lang wie breit. Er ist gewölbt und erreicht eine Länge von neun bis fünfzehn Millimeter. Der Bauch ist rot, der übrige Körper schwarz. Die Flügeldecken sind bunt.
Der Kopf ist schräg nach unten geneigt. Das letzte Glied des Kieferntasters ist langgestreckt und schmal abgestutzt (in Abb. 1 seitlich unterhalb des Kiefers), das letzte Glied des gut entwickelten Lippentasters ist beilförmig (in Abb. 3 unter dem Auge auf der oberen Bildhälfte). Die elfgliedrigen Fühler sind fadenförmig, die ersten Glieder sehr schlank, die letzteren dicker und nach innen etwas erweitert, insbesondere die letzten drei. Die Facettenaugen sind groß, vorn tief eingebuchtet und hoch am Kopf liegend (Abb. 2). Auf dem Scheitel liegen die Innenränder der Augen nur etwa um Augenbreite voneinander entfernt (Abb. 4).
Der Halsschild ist schwarz. Er ist in der Mitte beidseitig aufgebläht, nach hinten stark verengt und an der Basis abgeschnürt (Abb. 4).
Die Flügeldecken sind an den Schultern vorgezogen, verlaufen an den Seiten parallel und sind hinten gemeinsam halbkreisförmig verrundet. Sie sind in Reihen punktiert, die Reihen werden nach hinten undeutlich. Das vordere Viertel der Flügeldecken ist rot mit Ausnahme der schwarzen Schulterbeule. Nach hinten wird der rote Abschnitt durch eine schmale weiße Querbinde begrenzt, die jedoch auf einige weiße Flecke reduziert sein kann. Eine zweite Querbinde verläuft im letzten Flügeldrittel. Sie ist breit und gewellt, mit kreideweißen Schuppen besetzt und auf der Mitte der Flügeldecke nach vorn erweitert.
Die Vorderhüften liegen sehr nah beieinander, die Vorderhüfthöhlen sind nicht geschlossen. Die Hinterhüften sind breit getrennt (Abb. 3). Die Beine sind kräftig und lang abstehend behaart. Sie ermöglichen eine flinke Fortbewegung. Die Tarsen sind deutlich fünfgliedrig (Abb. 6). Auch in der Aufsicht ist das zweite Tarsenglied kaum länger als das Basalglied (Abb. 4). Die Vordertarsen sind nicht breiter als die anderen Tarsen. Die Klauen haben an der Basis einen kleinen Zahn (Abb. 5).
| Abb. 1: Vorderansicht Abb. 2: Seitenansicht Abb. 3: Unterseite | Abb. 4: Aufsicht Abb. 5: Klaue Hinterfuß Abb. 6: Metatarsus von innen |
| Abb. 7: Überwältigung eines Bockkäfers                         |                                                                       |

## Biologie
Der Käfer lebt an altem von Insekten und anderen Gliedertieren zerfressenen Holz verschiedener Laubbäume, vor allem Eiche. Käfer und Larve leben räuberisch (Abb. 7). Der adulte Käfer ist von Mai bis August anzutreffen. Er ist ein flinker Läufer, verharrt häufig längere Zeit unbewegt und fliegt auch gern auf.

## Verbreitung
Der früher in Mitteleuropa weit verbreitete Käfer kommt heute nur noch sehr lokal vor und wird als selten bis sehr selten eingestuft. Nur im östlichen Österreich ist er weniger selten. Als Verbreitungsgebiet wird Süd- und Mitteleuropa sowie Nordafrika angegeben.